# 27.ª Divisão (Japão)
A 27ª Divisão foi uma divisão de infantaria do Império do Japão que serviu durante a Segunda Guerra Mundial. A divisão foi formada no dia 21 de junho de 1938 em Tóquio, sendo desmobilizada no mês de setembro de 1945 com o fim da guerra.

## Comandantes
| Comandante                      | Data                                        |
| ------------------------------- | ------------------------------------------- |
| Ten-General Masaharu Homma      | 15 de julho de 1938 - 2 de dezembro de 1940 |
| LT. General Nobumasa Tominaga   | 2 de dezembro de 1940 - 2 de março de 1942  |
| Lt. General Kumakichi Harada    | 2 de março de 1942 - 9 de novembro de 1942  |
| Lt. General Yoshiharu Takeshita | 9 de novembro de 1942 - 30 de maio de 1944  |
| Lt. General Jinkuro Ochiai      | 30 de maio de 1944 - 30 de setembro de 1945 |

## Subordinação
- 11º Exército - 15 de julho de 1938
- Exército de Campo Norte da China - 29 de novembro de 1938
- Grupo de Exércitos Expedicionário China - setembro de 1939
- Grupo de Exércitos Kwantung - junho de 1942
- 11º Exército - fevereiro de 1944
- 20º Exército  -1945
- Grupo de Exércitos Expedicionário China - julho de 1945

## Ordem da Batalha
- 27. Grupo de Infantaria (desmobilizada no dia 15 de janeiro de 1944)
- 1. Regimento de Infantaria Guarnição China
- 2. Regimento de Infantaria Guarnição China
- 3. Regimento de Infantaria Guarnição China
- 27. Unidade de Reconhecimento
- 27. Regimento de Artilharia de Montanha
- 27. Regimento de Engenharia
- 27. Regimento de Transporte
- Unidade de comunicação